# Wakefield (Québec)
Pour les articles homonymes, voir Wakefield (homonymie).
Pour un article plus général, voir La Pêche.
 (janvier 2023).
Si vous disposez d'ouvrages ou d'articles de référence ou si vous connaissez des sites web de qualité traitant du thème abordé ici, merci de compléter l'article en donnant les références utiles à sa vérifiabilité et en les liant à la section « Notes et références ».
Wakefield est un village compris dans le territoire de La Pêche, dans Les Collines-de-l'Outaouais, au Québec.

## Histoire

### Toponymie
Le village de Wakefield doit son nom au canton dans lequel il est situé, lui-même nommé d'après la ville de Wakefield, dans le West Yorkshire, en Angleterre.

### Chronologie
Le village est fondé en 1830 par des immigrants irlandais, écossais et anglais.
L'ancien premier ministre du Canada Lester B. Pearson est enterré au cimetière Maclaren à Wakefield.

## Géographie
Le village est situé à l'extrémité sud de la municipalité de La Pêche. Il se trouve à 34 kilomètres au nord-ouest d'Ottawa.
L'industrie principale du village est le tourisme. Les attractions, à part le paysage pittoresque, sont le pont couvert, ainsi que le moulin Maclaren nouvellement restauré, ainsi nommé d'après une des premières familles de la région.

## Personnalité
- William H. B. Hoare (1890-1948), explorateur, y est mort.

## Services
Le village possède un certain nombre de petits cafés, pubs et galeries. Il y a également un hôpital, une école primaire, un poste de police et une bibliothèque.
Parmi les activités récréatives disponibles dans et autour du village, il y a l'équitation, le ski, la motoneige, le traîneau à chiens, le golf, le canoë et le kayak. Le village offre également un point d'accès au parc de la Gatineau et au lac Philippe (en). 